# William Reynolds (Schauspieler)

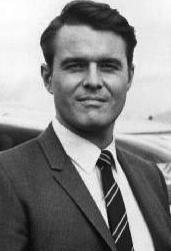
William Reynolds (1969)

William Reynolds (* 9. Dezember 1931 in Los Angeles, Kalifornien; † 24. August 2022 in Wildomar, Kalifornien) war ein US-amerikanischer Schauspieler.

## Leben und Karriere
William Reynolds wurde in eine Familie norwegischer Herkunft in Los Angeles geboren. Seine Mutter starb, als er gerade fünf Jahre alt war. Er studierte Schauspielerei und Radiomoderation am Pasadena City College in Pasadena. Schon nach einigen Theaterauftritten wurde er von Paramount Pictures nach Hollywood verpflichtet. Sein Filmdebüt hatte er 1951 mit einer Nebenrolle in der Familienkomödie Dear Brat unter Regie von William A. Seiter. Noch im selben Jahr spielte er in der Filmbiografie Rommel, der Wüstenfuchs als Manfred Rommel den Sohn der Hauptfigur.
In den 1950er-Jahren wurde er durch seine Nebenrollen in Hollywood-Filmen bekannt, wobei er aufgrund eines 1952 abgeschlossenen Studiovertrages vorrangig für Universal Pictures drehte. Reynolds verkörperte vor allem die Filmsöhne der großen Stars: Von Laurence Olivier in William Wylers Filmdrama Carrie (1952), von Fred MacMurray und Joan Bennett in Es gibt immer ein Morgen (1956) sowie als sittenstrenger Sohn von Jane Wyman in dem renommierten Melodram Was der Himmel erlaubt (1955). Bei drei Filmen (Hat jemand meine Braut gesehen?, Was der Himmel erlaubt, Es gibt immer ein Morgen) stand Reynolds unter Regie von Douglas Sirk, der den jungen Schauspieler jeweils in der Rolle des Familiensohns besetzte. Während Reynolds Auftritte in größeren Filmproduktionen auf Nebenrollen beschränkt waren, übernahm er in einigen B-Movies auch Hauptrollen. So war er Hauptdarsteller in dem B-Film The Thing That Couldn't Die, das nicht zuletzt durch seine unfreiwillige Komik bis heute einen gewissen Bekanntheitsgrad genießt.
Insgesamt blieb Reynolds aber der große Durchbruch zum Filmstar verwehrt. Gegen Ende der 1950er-Jahre wandte sich der Schauspieler mehr dem Fernsehen zu und spielte Hauptrollen in den drei eher kurzlebigen Fernsehserien Pete Kelly's Blues (1959), The Islanders (1960) und The Gallant Men (1962). Erst seine Rolle als Spezialagent Tom Colby in der Serie The F.B.I. brachte ihm bei einem breiten Fernsehpublikum nachhaltigen Erfolg. Insgesamt spielte er die Rolle in 161 Folgen von 1966 bis 1974. Nach der Einstellung von The F.B.I. zog sich Reynolds weitestgehend aus dem Schauspielgeschäft zurück und war fortan als Geschäftsmann im Raum Los Angeles tätig. Zuletzt stand er 1989 für David O. Russells Kurzfilm Hairway to the Stars vor der Kamera.
Reynolds war mit der Schauspielerin Molly Sinclair von 1950 bis zu ihrem Tod im Jahre 1992 verheiratet. Sie hatten zwei Kinder. Reynolds starb im Alter von 90 Jahren infolge einer Lungenentzündung.

## Filmografie
- 1951: Dear Brat
- 1951: No Questions Asked
- 1951: Rommel, der Wüstenfuchs (The Desert Fox: The Story of Rommel)
- 1952: Flucht vor dem Tode (The Cimarron Kid)
- 1952: Die Schlacht am Apachenpaß (The Battle at Apache Pass)
- 1952: Hat jemand meine Braut gesehen? (Has Anybody Seen My Gal?)
- 1952: Carrie
- 1952: Francis Goes to West Point
- 1952: Der Sohn von Ali Baba (Son of Ali Baba)
- 1952: Gier nach Gold (The Raiders)
- 1953: Die Welt gehört ihm (The Mississippi Gambler)
- 1953: Mündungsfeuer (Gunsmoke)
- 1955: Cult of the Cobra
- 1955: Was der Himmel erlaubt (All That Heaven Allows)
- 1956: Es gibt immer ein Morgen (There’s Always Tomorrow)
- 1956: Klar Schiff zum Gefecht (Away All Boats)
- 1957: Lux Video Theatre (Fernsehserie, Folge 7x15)
- 1957: Mister Cory
- 1957: Der Flug zur Hölle (The Land Unknown)
- 1958: Das ist Musik (The Big Beat)
- 1958: The Thing That Couldn't Die
- 1958–1959: Maverick (Fernsehserie, 4 Folgen)
- 1959: Bronco (Fernsehserie, 2 Folgen)
- 1959: Abenteuer im wilden Westen (Zane Grey Theater, Fernsehserie, Folge 3x21)
- 1959: Wagon Train (Fernsehserie, Folge 2x29)
- 1959: Pete Kelly's Blues (Fernsehserie, 13 Folgen)
- 1959: Wenn man Millionär wär (The Millionaire, Fernsehserie, Folge 6x15)
- 1960: The Twilight Zone (Fernsehserie, Folge 1x19 Die Farbe des Todes)
- 1960–1961: The Islanders (Fernsehserie, 25 Folgen)
- 1961: Es geschah in den Zwanzigern (The Roaring 20s, Fernsehserie, Folge 2x03)
- 1961: Cheyenne (Fernsehserie, Folge 6x09)
- 1962: Red Nightmare (Kurzfilm)
- 1962–1963: The Gallant Men (Fernsehserie, 25 Folgen)
- 1963: FBI Code 98 (Fernsehfilm)
- 1963: Temple Houston (Fernsehserie, Folge 1x07)
- 1964: Die blaue Eskadron (A Distant Trumpet)
- 1966: O.K. Crackerby! (Fernsehserie, Folge 1x17)
- 1966: Vierzig Draufgänger (Follow Me, Boys!)
- 1966–1974: FBI (The F.B.I., Fernsehserie, 161 Folgen)
- 1967: Polizeibericht (Dragnet 1967, Fernsehserie, Folge 1x13)
- 1978: Project U.F.O. (Fernsehserie, Folge 2x04)
- 1989: Hairway to the Stars (Kurzfilm)